# Hangpang
Hangpang (en népalais : हाङपाङ) est un comité de développement villageois du Népal situé dans le district de Taplejung. Au recensement de 2011, il comptait 3 719 habitants.